# Percichthys chilensis
Percichthys chilensis, denominada comúnmente perca chilena o trucha criolla chilena,  es una especie de agua dulce del género de peces Percichthys, de la familia Percichthyidae en el orden Perciformes. Habita en el sudoeste de Sudamérica. Al llegar a la adultez su dieta es principalmente piscívora. Posee una carne sabrosa, por lo que es buscado por los pescadores deportivos.

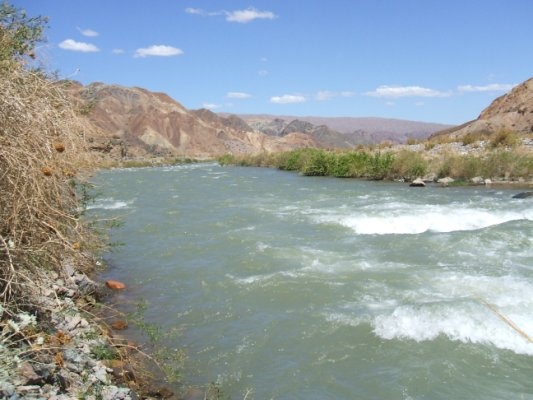
El río Castaño, en Calingasta, San Juan, oeste de la Argentina; un ejemplo del hábitat donde vive esta especie.

## Taxonomía
Esta especie fue descrita originalmente en el año 1855 por el zoólogo francés Charles Frédéric Girard.
Localidad tipo
La localidad tipo es: «Chile». 
Etimología
La etimología del término Percichthys proviene del idioma griego, donde perke significa 'perca' e ichthys significa 'peces'. El término específico chilensis hace alusión al país donde fue colectado el ejemplar tipo: Chile.
Hasta comienzos del siglo XXI Percichthys chilensis era un sinónimo más moderno de Percichthys trucha, pero en el año 2004, una revisión de las especies del género concluyó por rehabilitar esta forma como una buena especie, al demostrarse que es morfométricamente distinta.

## Distribución
Es característica de ambientes de agua dulce templada a fría del centro y sur de Chile. También fue colectada, en menor número, en el centro-oeste de la Argentina, en el río Tunuyán en la provincia de Mendoza, y en el río Castaño, en Calingasta, provincia de San Juan.